# Javorná (Bochov)
Javorná (németül: Gabhorn) Bochov településrésze Csehországban a Karlovy Vary-i kerület Karlovy Vary-i járásában. Központi községétől 6 km-re délnyugatra fekszik. A 2001-es népszámlálási adatok szerint 48 lakóháza és 70 lakosa van.

## Története
Egykori temploma 1888-ban leégett, a tűzvészben csak a harangláb maradt fenn, de azt is lebontották a 20. század második felében. Hasonló sorsra jutott 1775-ben épített egykori kápolnája is, amelyet a közút szélesítése miatt 1976-ban leromboltak.

## Nevezetességek
- Nepomuki Szent János tiszteletére szentelt temploma a kastély szomszédságában áll.
- kastély